# Darmkrebsmonat März
Der Darmkrebsmonat  März  ist jährlich immer wieder der Auftakt für nationale und internationale Organisationen, den Kampf speziell gegen Darmkrebs zu thematisieren. Im Jahr 2002 wurde der Darmkrebsmonat von drei Hilfsorganisationen gemeinsam ins Leben gerufen, die sich bereits damals dieser Krebsart führend angenommen hatten: Die Felix Burda Stiftung (München), die Deutsche Krebshilfe (Bonn) und die „Stiftung  Lebensblicke“. 2006 kam dann die Deutsche Krebsgesellschaft hinzu, unter deren Patronat bis 2009 die Darmkrebs-Aktion in allen Bundesländern öffentliche Aufklärung über das Leiden leistete.

## Geschichte
Die Proklamation eines Darmkrebs-Monats wird wesentlich mit auf das Familienschicksal des Verlegerehepaares Hubert Burda und Christa Maar zurückgeführt, deren Sohn Felix mit 33 Jahren am 25. Februar 2001 an Darmkrebs verstarb. Seither widmete sich seine Mutter mit Unterstützung des Medienkonzerns auch international der Vermeidung und Früherkennung von Darmkrebs. Als gleichgesinnte Fachorganisationen leisten die Deutsche Krebsgesellschaft und die Deutsche Krebshilfe durch gemeinsame Publikationen regelmäßig aktuelle Informations- und Aufklärungsarbeit (z. B. Die Blauen Ratgeber) eine große Unterstützung.

## Aktuelle Zahl der Erkrankungen
Die Zahl der Neuerkrankungen an Darmkrebs im Jahr beträgt in Deutschland nach jüngster Veröffentlichung zum Darmkrebsmonat 2021 um 24.100 Fälle bei Frauen und 31.300 diagnostizierte Fälle bei Männern. Damit gehört Darmkrebs zu den häufigsten Tumorerkrankungen in Deutschland.
Im Jahr 2018 waren insgesamt rund 58.900 Fälle registriert worden. Das Kolorektalkarzinom ist damit nach einer Statistik von Krebsexperten die zweithäufigste Krebserkrankung bei Frauen und die dritthäufigste bei Männern. Führende Krebs-Organisationen appellieren in der Corona-Pandemie  übereinstimmend an die Bürger, sich an vorbeugenden Maßnahmen zu beteiligen sowie Früherkennungsprogramme zu nutzen.

## Darmkrebs rechtzeitig erkennen
Zur Früherkennung von Darmkrebs bieten die gesetzlichen Krankenkassen Frauen und Männern ab 50 Jahren jährlich einen Test auf verstecktes Blut im Stuhl an. Seit dem 1. April 2017 hat der immunologische Test (iFOBT) den bisherigen Guajaktest abgelöst. Der iFOBT weist nach Angaben der Krebshilfe  Blut im Stuhl mit Hilfe von Antikörpern nach und sei dadurch weniger störanfällig. Zudem sei der immunologische Stuhltest empfindlicher und erkenne Darmkrebs und dessen Vorstufen zuverlässiger als das alte Testverfahren.
Ab 55 Jahren haben gesetzlich Versicherte in Deutschland Anspruch auf eine Darmspiegelung, die sogenannte Koloskopie. Eine Wiederholungskoloskopie kann bei unauffälligem Befund nach 10 Jahren erneut durchgeführt werden. Wer nicht zur Darmspiegelung gehen möchte, kann ab 55 Jahren alle zwei Jahre einen Stuhltest machen. Es gelte die Erfahrung: „Je früher Darmkrebs erkannt wird, desto größer sind die Chancen auf eine Heilung.“

## Unterstützung aus der Politik
Im Jahr 2003 führte das Gremium Gemeinsamer Bundesausschuss als das höchste Organ der gemeinsamen Selbstverwaltung im Gesundheitswesen Deutschlands die Koloskopie als gesetzliche Krebsfrüherkennungsleistung ein. Daraufhin erfolgte nach Angaben von Fachorganisationen ein stetig steigendes Informationsbedürfnis in der Bevölkerung. Der „Darmkrebsmonat März“ wird daher von Krebs-Organisationen und der Gesundheitspolitik sowie vom Bundesministerium für Gesundheit zum Anlass genommen, jeweils neue Forschungsergebnisse, Ratschläge und Warnungen zu verbreiten. Bundes- und Landesminister unterstützen die Informationskampagnen und Benefiz-Aktionen im Kampf gegen die zunehmende Erkrankung durch die Übernahme von Schirmherrschaften. Ein steigendes Engagement dieser Art ist nach Medienberichten auch bei Abgeordneten des Deutschen Bundestages und der Länderparlamente zu finden.